# Happy Endings (1.ª temporada)
Happy Endings (primeira temporada), é a primeira temporada de um seriado de televisão americano de mesmo nome, que estreou em 13 de abril de 2011 e foi concluído em 24 de agosto do mesmo ano. ABC oficialmente pegou a série em 18 de maio de 2010, onde se estreou em abril como uma substituição a meio da época, com uma estréia de uma hora de dois episódios back-to-back a partir das 21:30 ET / PT. Nas semanas que se seguiram, a série continuou a arejar episódios back-to-back que começou a ser exibidos às 10:00 pm ET / PT.

## Elenco

### Elenco regular
| Ator              | Personagem              |
| ----------------- | ----------------------- |
| Elisha Cuthbert   | Alex Kerkovich          |
| Eliza Coupe       | Jane Kerkovich-Williams |
| Zachary Knighton  | Dave Rose               |
| Adam Pally        | Max Blum                |
| Damon Wayans, Jr. | Brad Williams           |
| Casey Wilson      | Penny Hartz             |

### Elenco recorrente
| Ator              | Personagem  | Epsódios |
| ----------------- | ----------- | -------- |
| Stephen Guarino   | Derrick     | 2        |
| Travis Van Winkle | Bo Bazinski | 2        |
| Seth Morris       | Scotty      | 1        |
| Paul Scheer       | Avi         | 1        |